# 相馬健一
相馬 健一（そうま けんいち、1931年（昭和6年）8月13日 - 2025年（令和7年）5月15日）は、日本のジャーナリスト、実業家。山形新聞社社長、会長を務めた。

## 人物
山形県上山市出身。山形大学文理学部卒業後、1953年に山形新聞社へ入社し、社会部記者となる。
取締役論説委員長、専務取締役編集局長、副社長を経て、1993年（平成5年）社長に就任。在任は12年におよび、その間には新聞の新電子システム（CTS）の稼動や、新社屋である山形メディアタワーの一期工事竣功に尽力した。
2005年（平成17年）に会長に就任。
2010年（平成22年）には、山形新聞、山形放送の相談役を退任した。
そのほか、山形県経営者協会長や、山形美術館理事長なども務めた。
2025年（令和7年）5月15日、山形県山形市の高齢者施設で肝細胞癌のため死去。93歳没。同年6月4日、山形市のパレスグランデールで山形新聞社と相馬家による合同葬が営まれた。
東北朝日プロダクション社長の加藤東興は女婿。

## 「山形の首領」への反論
『朝日ジャーナル』が、1985年（昭和60年）7月19日号から、3回にわたって「AJ人国記 山形の首領」と題し、服部敬雄と山形新聞・山形交通グループに対する批判記事を掲載した。これを受け同誌8月9日号において当時、常務取締役編集局長であった相馬が、「山形の首領への反論」を寄稿。同誌に全文が掲載されている。
以下はその要旨。

## 略歴
- 1953年（昭和28年）10月 - 山形新聞社入社。
- 1954年（昭和29年）3月 - 山形大学文理学部経済科卒業。
  - 以降、報道部長、東京支社次長、編集局長等を歴任する。
- 1975年（昭和50年） - 取締役。
- 1983年（昭和58年） - 常務取締役。
- 1985年（昭和60年） - 専務取締役。
- 1991年（平成3年） - 副社長。
- 1993年（平成5年） - 代表取締役社長。
- 2005年（平成17年） - 代表取締役会長。
- 2009年（平成21年） - 相談役。
- 2010年（平成22年） - 退任。